# António Neves Anacleto
António Neves Anacleto (1897 — 1990), foi um político, advogado e jornalista português. 

## Biografia

### Nascimento
Nasceu em 1897, na povoação da Amorosa, parte da freguesia de São Bartolomeu de Messines.

### Carreira
Trabalhou como advogado em Faro, onde alcançou algum destaque, e dirigiu os jornais A Ideia, de índole anarquista, e Alma Algarvia. Também foi editor no quinzenário A Alma Académica. Integrou-se no movimento anarco-sindicalista, tendo sido um dos fundadores do Partido Comunista Português, em cujo primeiro congresso, em 1923, participou. Porém, fez parte do grupo dos anarquistas que abandonaram o partido logo durante os seus primeiros anos, por discordar das alterações no seu modelo.
Devido aos seus ideais políticos, foi perseguido pela polícia do Estado Novo,  chegando a ser aprisionado em várias ocasiões. Em 1928, foi a primeira pessoa a ser deportada para Moçambique pelo regime militar. Naquela colónia fundou o periódico O Jornal, mas continuou a ser perseguido pela política política, motivo pelo qual fugiu para a África do Sul. Posteriormente residiu em vários países da Europa, só tendo regressado a Portugal após a Revolução de 25 de Abril de 1974. Foi convidado por Francisco Sá Carneiro para ser deputado do Partido Popular Democrático na Assembleia da República, tendo iniciado o seu mandato em 1978,  aos 81 anos de idade. Foi nomeado pelo Círculo Eleitoral de Lisboa.
António Neves Anacleto deixou uma vasta obra escrita, incluindo a autobiografia A Longa Luta.

### Falecimento e família
Faleceu em 1990, na cidade de Lisboa. Um dos netos de Neves Anacleto foi Francisco Louçã, fundador do partido político Bloco de Esquerda.

### Homenagens
O nome de Dr. António Neves Anacleto foi colocado numa rua em São Bartolomeu de Messines, tendo a cerimónia de descerramento da placa toponímica ocorrido em 16 de Março de 2019, com a presença de Francisco Louçã e de outros membros da família.

## Obras publicadas
- Traços de uma luta (1938)
- Os actos abusivos do Banco Nacional Ultramarino e a teoria do abuso de direito (1972)
- Sabujice e traição (1974)
- A longa luta: preso, algemado e deportado (1974)
- O traidor Otelo (1976)
- A inventona do 28 de setembro: quem a fez? (1976)